# Altstraße

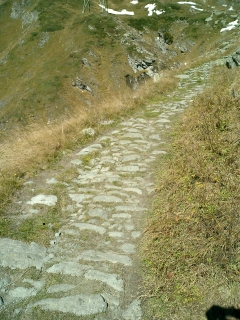
Der Septimerpass wurde schon vor 1400 gepflastert.

Altstraßen sind historische Wege des Landverkehrs, die vor den neuzeitlichen Chausseen entstanden sind. Sie dienten als Handelswege und Heerstraßen.
Manche Altstraßen waren aufwändig angelegt und sind bis heute an ihrem geraden Verlauf in ebener wie in welliger Topografie sowie Spuren von Kunstbauten in steilem Gelände zu erkennen. Dazu gehören die Römerstraßen. Ein großer Teil der Altstraßen jedoch wurde mit minimalem Aufwand gebahnt bzw. als unbefestigte Naturstraßen angelegt. Sie verliefen in bergigem, aber nicht alpinem Gelände meist entlang der Wasserscheiden, entweder auf dem Kamm oder hangparallel. Durch das Hochgebirge (Höhenweg) führten viele alte Handelswege lediglich als Saumpfade.
Die Altstraßenforschung ist ein Teilgebiet der Altwegeforschung. Heute noch erkennbare Relikte von Altstraßen werden als Altwegrelikte bezeichnet.

## Entstehungsbedingungen
Große Teile der Altstraßen waren unbefestigte Naturwege, deren Verlauf sich nach der Geologie und der Topografie der Landschaften richtete, die zwischen wichtigen Quell- und Zielgebieten des Verkehrs zu durchqueren waren. Die Talböden waren im frühen Mittelalter Europas zumeist sumpfig. Die unbedeichten Flüsse traten oft über die Ufer und änderten dabei nicht selten ihren Lauf. Flussparallele Wege an Talhängen hätten aufwändige Terrassierungen erfordert. Furten waren Gefahrenstellen, Fähren, sofern überhaupt vorhanden, nicht verlässlich. Brücken waren ein seltener Luxus und konnten durch Naturereignisse oder Gewaltakte zerstört werden.
Zu den befestigten Ausnahmen gehörten Knüppeldämme durch Moore und der eine oder andere Hochgebirgspass.

## Routenführung

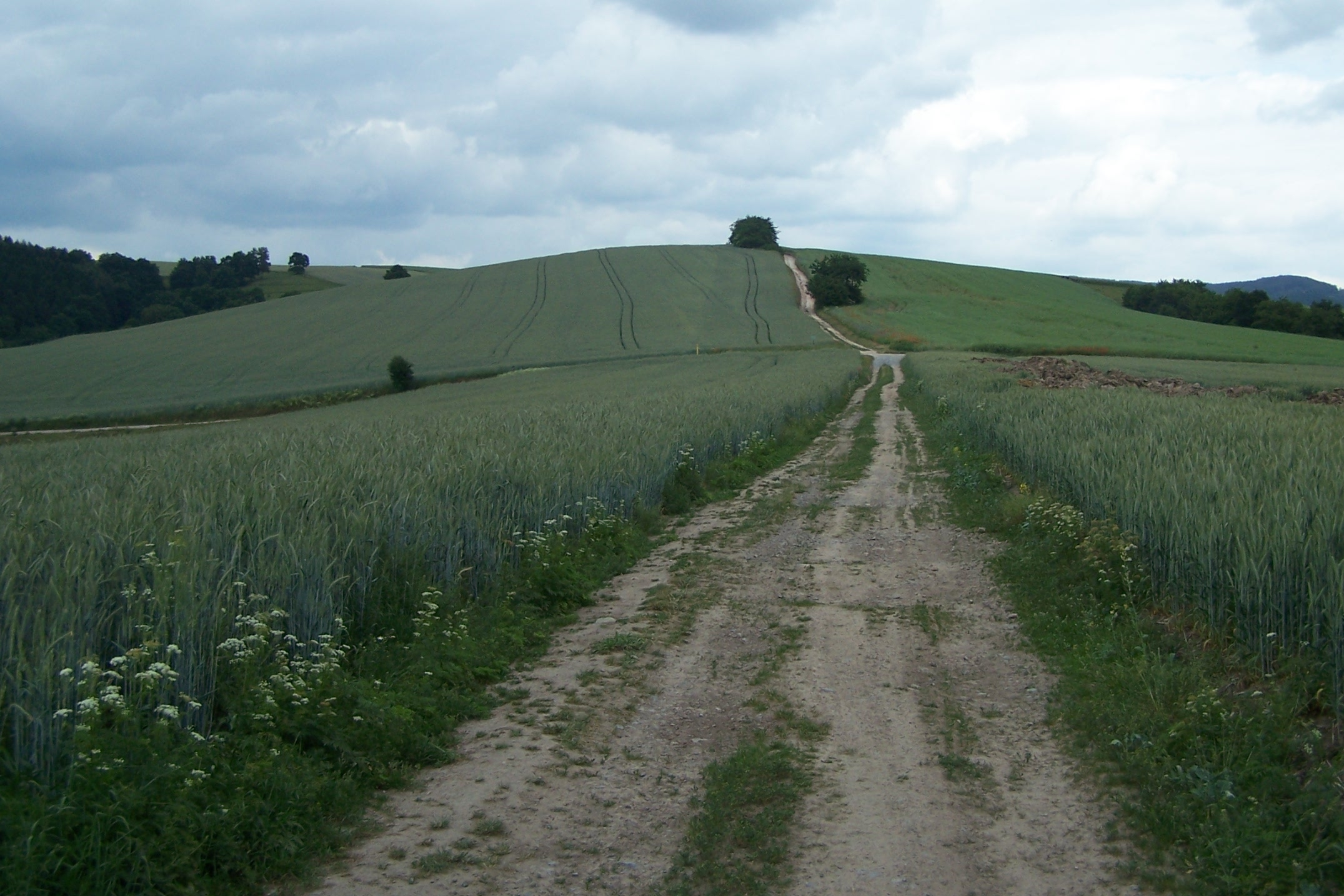
Höhenstraße: Breitunger Rennsteig

Altstraßen verliefen vorzugsweise auf Wasserscheiden (Höhenrücken), namengebend für die Hohe Straße oder hangparallel in sanfter Hanglage in Höhe der Quellhorizonte (wegen der Tränkmöglichkeit für die Zugtiere, meist Ochsen; Pferde konnten vor der Einführung des Kumtgeschirrs keine schweren Lasten ziehen), wie z. B. der Hellweg zwischen Duisburg und Paderborn und seine Äste entlang des Teutoburger Waldes. Auch die Brabanter Straße und der Westfalenweg waren so angelegt. Die Höhenwege hatten auch den Vorteil, dass sie insgesamt trockener waren als Wege im Tal. Basaltverwitterungsböden wurden bevorzugt, da sich auf Sandsteinböden schnell Hohlwege bildeten. In Gegenden, in denen die Waldrodung schon fortgeschritten war, konnten auf den Höhen Gefahren von Weitem gesehen werden.

## Querschnitt und Aufteilung
Wie sich aus systematischen Vergleichen heutiger Wegenetze und Straßennamen ablesen lässt, bestanden Altstraßen durchaus nicht nur aus einem Paar Wagenspuren. Je nach Bodenbeschaffenheit, Siedlungsdichte und Auflagen feudaler Grundherren konnte es mehrere parallele Wege geben, die zu verschiedenen Zeiten oder für verschiedene Zwecke benutzt wurden. So teilte sich in der sandigen Senne der Hellweg (genaugenommen nur ein Ast desselben) außer dem heute noch Senner Hellweg genannten Weg für Handels- und Reisewagen in den Huckepackweg für Fußreisende, den Reiterweg und den Kohlenweg für den lokalen Brennholztransport. Diese Sonderwege konnten mehrere hundert Meter auseinanderliegen. Weitere Aufsplittungen ergaben sich, wenn neben einem stark ausgefahrenen Weg ein neuer gebahnt wurde. Ein weiterer Grund für die Entstehung von zusätzlichen bzw. Hohlwegen war die Umgehung des Straßenzwangs und des damit verbundenen Wegzolls. Als Gegenmaßnahme legten Burgherren wie die von Karlsfried Gräben und Wälle an, um diese Wege unpassierbar zu machen und somit ihre Einnahmen – auch zum Straßenerhalt – zu sichern.

## Kategorien
Der hessische Archivar und Historiker Georg Landau (1807–1865) unterschied zwischen
1. öffentlichen Straßen und Heerstraßen,
2. Land- oder Markwegen (Viae Convicinales),
3. Kirchwegen (Viae Pastorales) und
4. Notpfaden.

Bei Straßen, die zu Landaus Lebzeiten entstanden sind, kann die Abgrenzung schwierig sein:
1. Nordamerikanische Auswanderertrails sind wegen ihrer fehlenden Befestigung Altstraßen, selbst wenn sie erst im 19. Jahrhundert entstanden.
2. Poststraßen – Zunächst bediente man sich im Postverkehr zwangsläufig der Altstraßen. Vielerorts sind die Poststraßen oder Postwege die ersten „modernen“ Chausseen; auch wo sie außer Gebrauch und verfallen sind, stechen sie noch heute durch ihren schnurgeraden Verlauf vom traditionellen Wegenetz ab.

Öffentliche Straßen und Heerstraßen trugen viele unterschiedliche Bezeichnungen, die auf ihre Verwendung, ihre Lage oder auf ihr Umfeld schließen lassen. Dies waren:
- Königs- oder Reichsstraßen (Via Regia),
- öffentliche Straßen (zum Beispiel die Via Publica),
- Heerwege (nach strategischen Gesichtspunkten angelegt),
- Hellwege (Weg zum Salztransport),
- Diet- oder Volkswege,
- Land- oder Bergstraßen,
- hohe Straßen,
- Rennwege (schnelle Routen für Läufer und Reiter),
- Rennstiege (schnelle Gebirgsrouten für Läufer und Reiter),
- Wald- oder Riesenwege bzw. Weg-Riese (Name: Riesengebirge) und
- Weinstraßen (wohl im Sinne von Wagenstraßen, dürfen nicht mit touristischen Weinstraßen verwechselt werden; ebenso ist die Weinstraße in Thüringen zu unterscheiden, deren Bezeichnung historisch aus dem Slawischen via Wintwech – Wendenstraße – latinisiert wurde[5])

Die Namen dürfen nicht überbewertet werden. Auf Straßen, die nach einem Handelsgut benannt sind, wurden auch andere Waren transportiert. Heerwege dienten auch als Handelswege und umgekehrt. Bezeichnenderweise heißt die einzige von der Elbe nach Jütland durchlaufende Altstraße (rechts und links davon gab es zu viele Feuchtgebiete), die übrigens nur selten zu Kriegszügen verwendet wurde, auf Deutsch Ochsenweg (Handelsgut) und auf Dänisch Hærvej.

## Geschichte

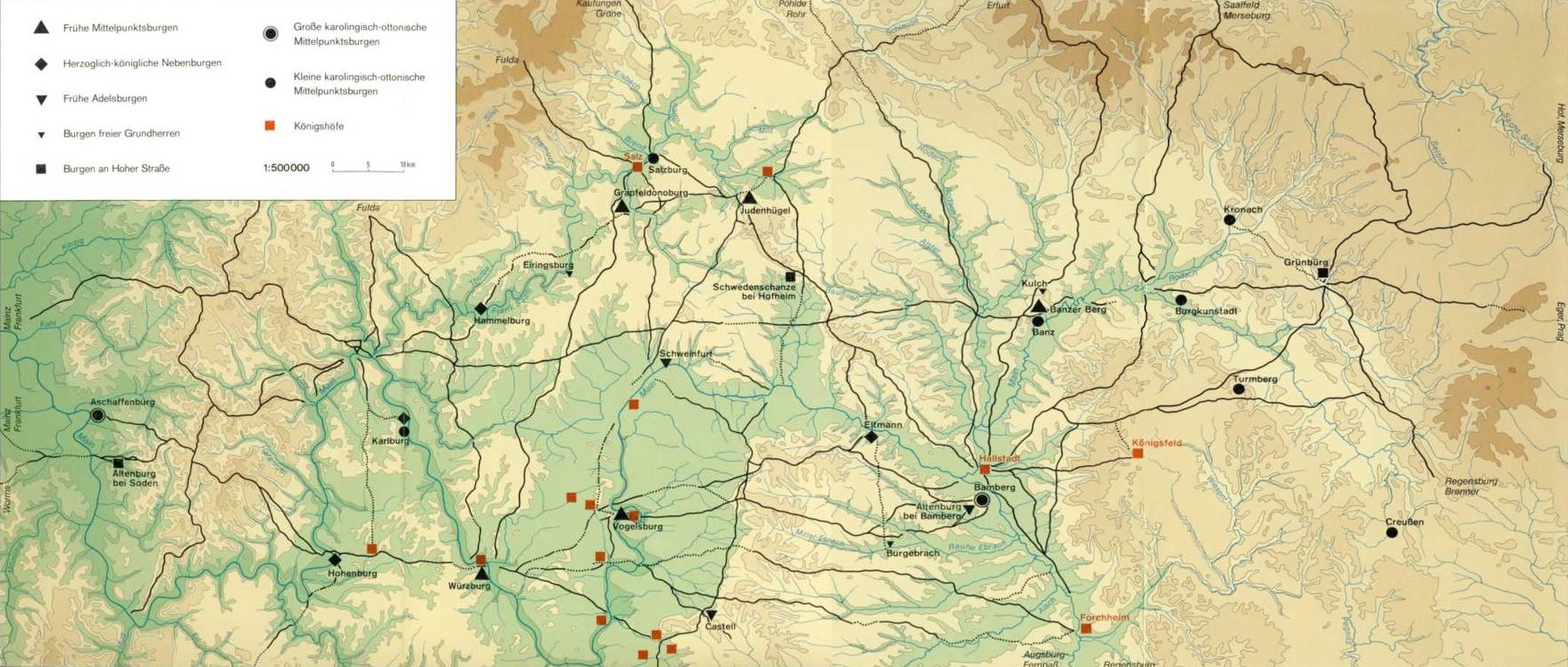
Straßenkarte des Maingebietes um 800

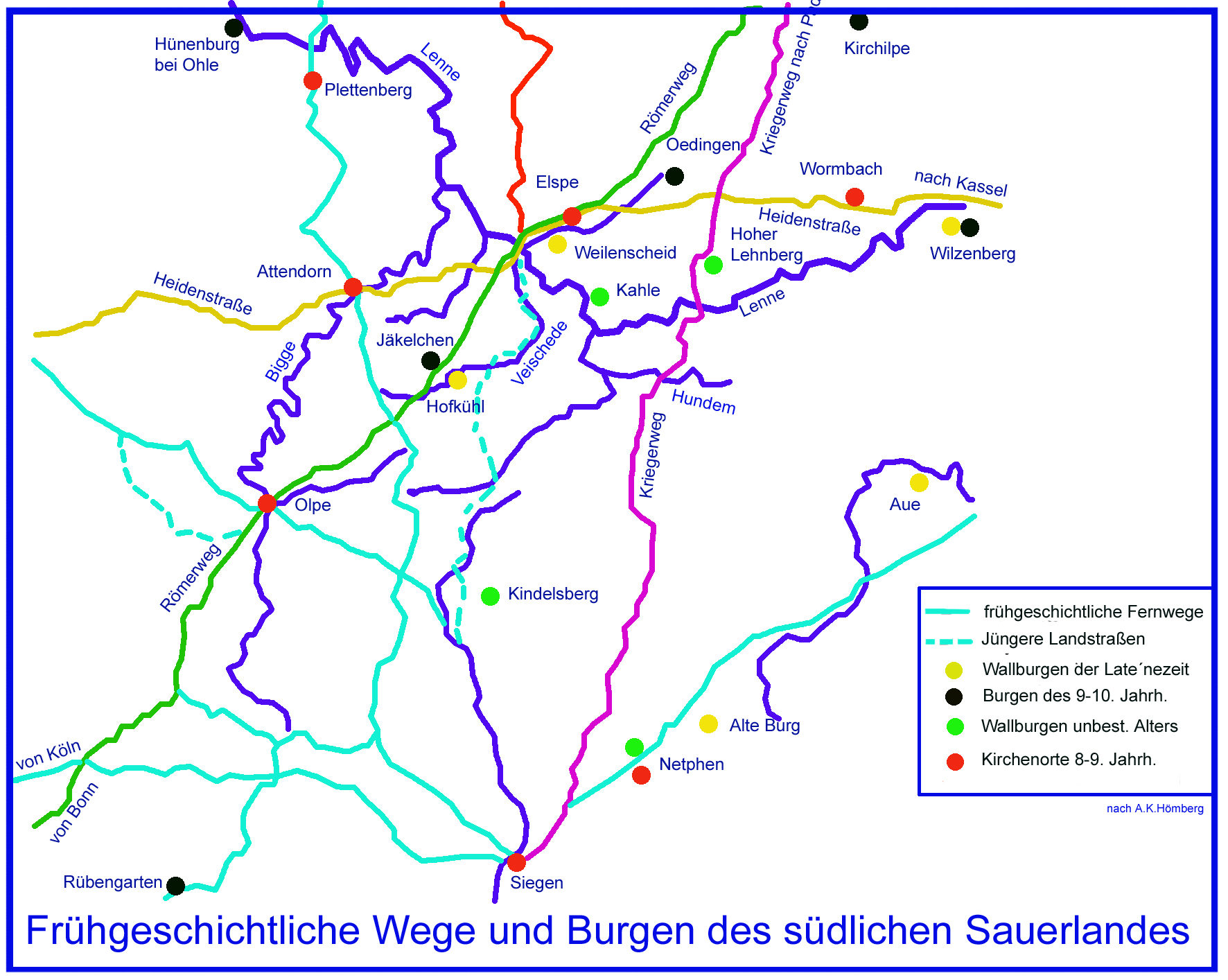
Südliches Sauerland: frühmittelalterliche Wege und Orte

Bis in die Zeit der Antike lässt sich die Entstehung mancher Altstraßen in damals von Kelten und Germanen bewohnten Ländern zurückverfolgen. Gehandelt wurden vor allem Salz, Luxusgüter aus dem Mittelmeerraum, Bernstein und auch Sklaven. Schon in der vorantiken Bronzezeit muss es nennenswerten Fernhandel gegeben haben, da die Bronzeherstellung in ganz Europa vom Zinn aus Britannien abhing. Aus der schnellen Eroberung Galliens durch Julius Caesar wird geschlossen, dass dort schon vor der Unterwerfung ein gutes Wegenetz bestand. Die Römer durchzogen ihr Reich mit zumeist schnurgeraden Straßen, die grundsätzlich aus einem aufgeschütteten Damm zwischen zwei Gräben bestanden. Die wichtigeren hatten zusätzlich einen festen Belag. Mit dem Niedergang ihres Reiches wurden die Straßen nicht mehr gepflegt, aber oft weiterhin benutzt, so dass etliche noch heute Teil des Straßen- und Wegenetzes sind.
Im Frankenreich der Merowinger bestand das Wegenetz noch überwiegend aus Römerstraßen. An wichtigen Knotenpunkten bauten sie Pfalzen. Die Karolinger dehnten das Frankenreich auf Gebiete aus, die nicht durch Römerstraßen erschlossen waren. Sie nutzten unbefestigte Wege als Heerstraßen und sicherten diese durch Burgen. Es wurden Klöster an Kreuzungspunkten gebaut. Mit den christlichen Wallfahrten entwickelten sich Pilgerwege und mit der Einrichtung von Märkten nahm der Verkehr auf den Handelswegen zu. Aus dem frühen Mittelalter stammen auch die ersten urkundlichen Belege einzelner Wege, die nicht auf Römerstraßen zurückgingen, so der Ortesweg, der in der Vita Sturmi von Eigil, dem vierten Abt Fuldas, erwähnt wird, als Sturmius 744 nach einem geeigneten Ort für das Kloster suchte. Spuren von Handelswegen im slawischen Gebiet sind mehrere hölzerne Brücken über die Havel.
Im Hochmittelalter wurden entlang der Handelsstraßen neue Städte gegründet, oft im Schutz einer Burg oder in der Nähe eines Klosters. In den mittelalterlichen Feudalreichen standen die Reisenden auf königlichen und anderen Hauptstraßen unter dem Land- oder Königsfrieden. Der Grundherr, zumeist Inhaber eines Lehens, hatte für die Sicherheit der Reisenden auf dieser Straße zu sorgen. Daraus entwickelte sich im Mittelalter das Geleitwesen. Es gab aber auch Bestimmungen, die die Einkünfte der Feudalherren erhöhten und gleichzeitig ihr Interesse am Unterhalt der Wege minderten. So fiel die Fracht eines Wagens an den Grundherrn, wenn eine Achse den Boden berührte (Grundruhrrecht). Altstraßen befanden sich nach der ersten Rodungsperiode (während der Karolinger) auch zunehmend im Tal, da sich durch Bevölkerungswachstum die Siedlungsdichte in den Tälern erhöhte. Dadurch gab es immer öfter direkte Verbindungen von Ort zu Ort. Höhenwege bekamen die Bedeutung von Schleichwegen, um Zollstellen oder stark befestigte Orte zu umgehen. Sie entwickelten sich durch ihre Lage auf Gebirgszügen (natürliche Grenzen) oft auch zu Grenzwegen (siehe Rennsteig). 
Manche Quellen geben die mitteleuropäische Kleinstaaterei als Grund an, warum man so lange mit unbefestigten Wegen vorliebnahm. Demgegenüber begann der Straßenbau in Deutschland in den politisch stark zergliederten Regionen Südwest- und Mitteldeutschlands, während es in den östlichen Provinzen Preußens, in großem zusammenhängendem Staatsgebiet, bis in die ersten Jahrzehnte des 19. Jahrhunderts keine einzige Kunststraße gab.
Der Chausseebau und damit einhergehend die Entwicklung eines modernen Straßennetzes begannen in Frankreich und südwestlichen Teilen Deutschlands in der Mitte des 17. Jahrhunderts, in anderen Gegenden erst Mitte des 18. oder in der ersten Hälfte des 19. Jahrhunderts. Zumeist standen am Anfang strategische Überlegungen einzelner Staaten zur Schaffung schnellerer Transportwege. Die Straße über den Simplon in der Schweiz und die englischen Turnpike Roads dagegen wurden von Privatunternehmen errichtet und betrieben. Diese Kunststraßen verminderten den Rollwiderstand der Fahrzeuge durch bessere Befestigung und hatten oft eine geringere Steigung. Sie konnten auf Dämmen durch Feuchtgebiete und in Flusstälern auf einer Terrasse über der Flussaue geführt werden, fielen daher eher trocken und waren vor Überschwemmung gefeiter. Im Gebirge wiesen sie gleichmäßigere Steigungen auf oder folgten Höhenlinien zur Überwindung eines Bergkamms. Dadurch waren Reisen auf ihnen zügiger zu bewältigen als auf Altstraßen. Letztere verloren somit als Fernverbindungen an Bedeutung und wurden, wenn man nicht Teile der Trasse übernahm, nur noch selten (meist lokal) oder gar nicht mehr genutzt.
Viele der Altstraßen wurden im Laufe der Jahrhunderte überbaut (z. B. A 66), wieder vom Wald überwachsen oder (z. B. zur Vergrößerung von Feldern) eingeebnet. Mancher Weg ist nicht mehr passierbar, obwohl das Wegerecht theoretisch noch besteht. Einige Teilstrecken existieren aber noch heute in ihrer ursprünglichen Form und werden als Feld-, Forst- oder Wanderweg genutzt.

## Bekannte Altstraßen

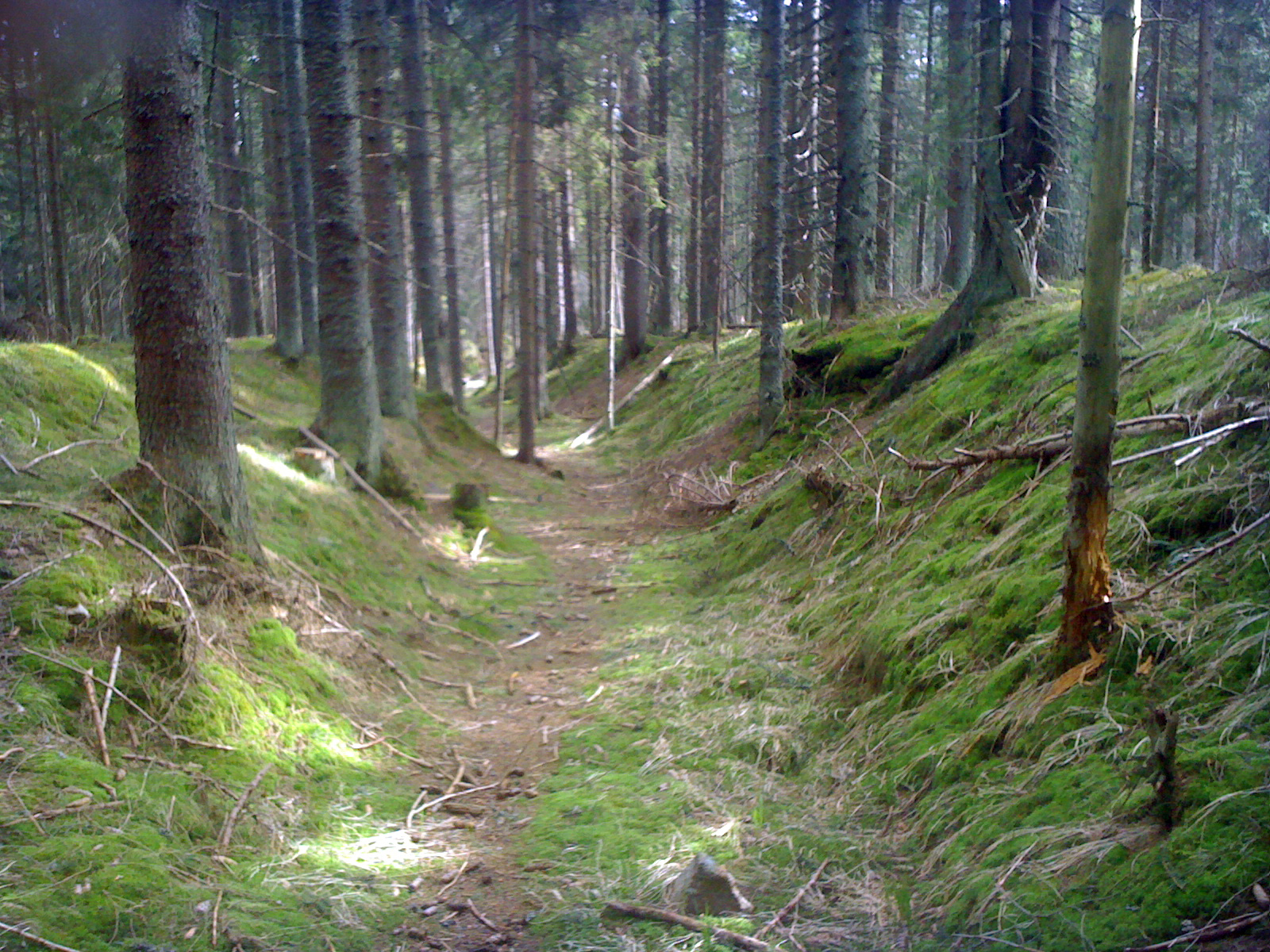
Goldener Steig im Böhmerwald

Die Altstraßen hatten in Europa meistens keine durchgängigen Eigennamen und weder einen bestimmten Beginn noch ein festgelegtes Ende. Die Wege wurden von der örtlichen Bevölkerung immer nach nahe gelegenen Zielen benannt. Über die Jahrhunderte verlagerten sich die Routen, weil Orte an Bedeutung verloren oder gewannen. Manchmal wurden Zollstellen und unsichere Gebiete umgangen. Es gab auch Verzweigungen und Ausweichstrecken, die Reisende je nach den Bedingungen (Witterung, Räuberbanden, Fehden) nutzen konnten. Somit ergaben sich für die gleiche Straße von Ort zu Ort unterschiedliche Bezeichnungen. Auch bei Besitzerwechsel, zum Beispiel vom Kaiser zum Landgrafen, bürgerten sich andere Namen ein.
Feste Namen wurden vielfach erst von Historikern der Altstraßenforschung als Hilfsmittel zur Beschreibung der Wege eingeführt.

### Mitteleuropa
- Angelbowege

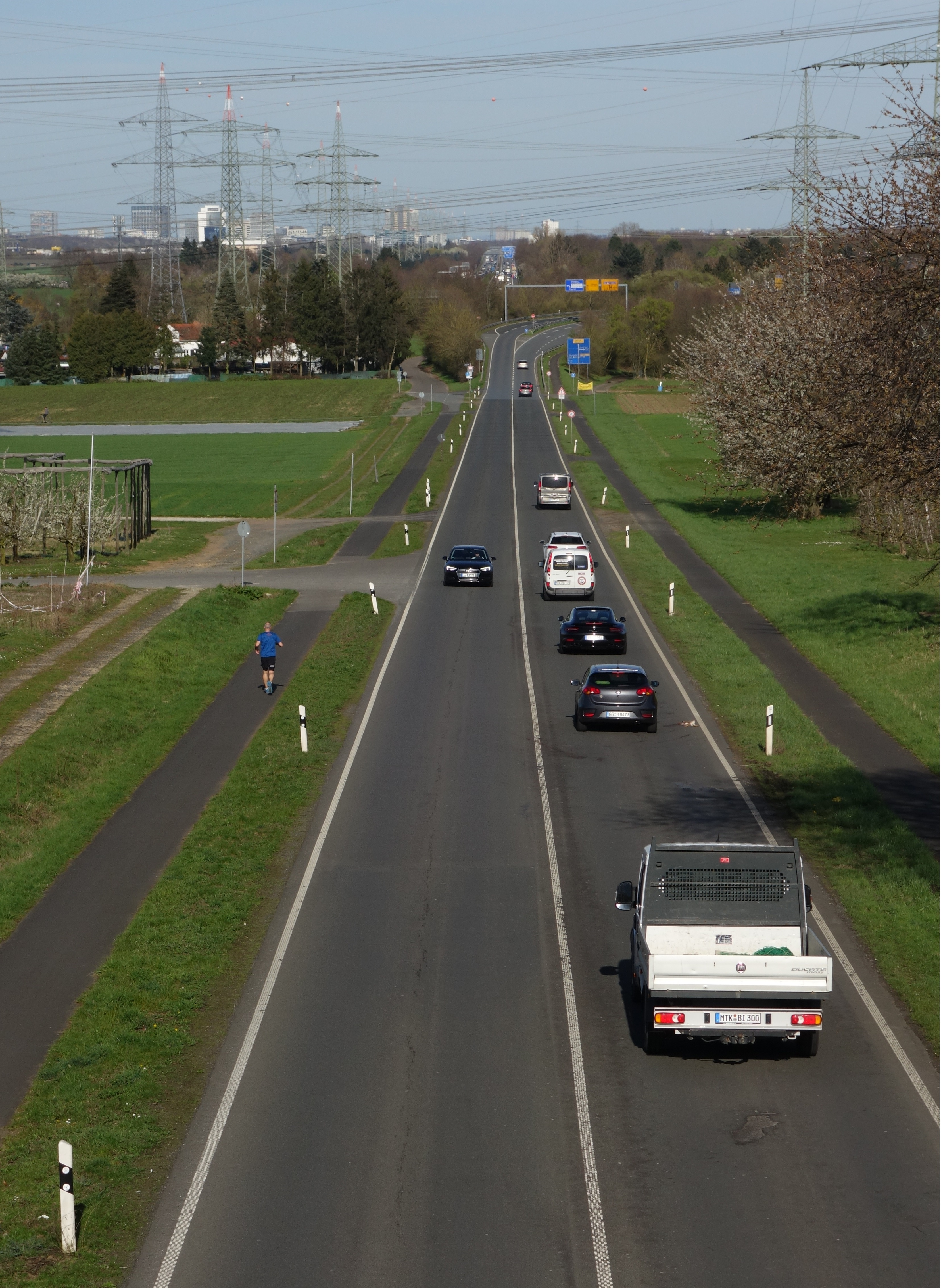
Entlang der einstigen Elisabethenstraße verlaufen heute in großen Teilen asphaltierte Straßen wie hier die Landesstraße L 3018 bei Kriftel. Die Verlängerung gen Horizont ist Teil der Bundesautobahn 66.

- Antsanvia: Handelsstraße von Mainz nach Eisenach in Thüringen, im Büdinger Wald als Reffenstraße bezeichnet
- Bernsteinstraße
- Birkenhainer Straße (Weinstraße)
- Bergische Eisenstraße
- Bischofsweg von Meißen nach Stolpen
- Böhmischer Steig
- Brabanter Straße bzw. Brüderstraße: Leipzig, Erfurt, Eisenach, Marburg, Angelburg (Berg), Siegen, Köln, Aachen, Lüttich, Antwerpen „Brabant“
- Cölnische Hohe Heer- und Geleitstraße
- Conrebbersweg: Handelsstraße in Ostfriesland
- Deitweg bei Ohrum
- Alte Dresden-Teplitzer Poststraße
- Eisenstraße (Hessen): östlich der Aar zur Eisernen Hand am Taunushauptkamm
- Eisenstraße (Rothaargebirge)
- Elisabethenstraße: von Mainz-Kastel nach Marburg, Wallfahrtsweg zum Grab der Elisabeth von Thüringen
- Eselsweg im Spessart
- Filsstraße–Geislinger Steige: Talstraße von Stuttgart nach Ulm
- Flämische Straße von Lübeck nach Brügge
- Folkweg
- Frankenstraße
- Frankfurter Gleis von Nürnberg über Dresden nach Frankfurt (Oder)
- Frankfurter Weg von Bremen nach Frankfurt am Main, in Hessen als Weinstraße (Wagenstraße) bekannt
- Franzosenstraße: Höhenweg zwischen Kassel, Hessisch-Lichtenau und Bebra bzw. Gerstungen/Werra
- Alte Freiberg-Teplitzer Poststraße
- Friesischer Heerweg
- Goldene Straße[3]
- Goldener Steig
- Heidenstraße im Sauerland
- Herborner Hohe Straße
- Herzog-Erich-Weg
- durch die Kurzen Hessen (Geleit- und Heerstraße)
- durch die Langen Hessen (Weinstraße bzw. Wagenstraße)
- Hessenstraße: urspr. keltische Straße von St. Goar bis Eiserne Hand bei Langenbach, später bis Kassel
- Hohe Straße: von Frankfurt am Main nach Schlesien, Krakau, Lemberg
- Hohe Straße zwischen Kocher und Jagst: von Bad Friedrichshall-Jagstfeld nach Heimhausen
- Hünerstraße: Keltenstraße von Altkönig (Taunus) bis Gießen (Dünsberg, Glauberg)
- Jakobsweg
- Kaiser-Route: Aachen-Paderborn
- Kaiserweg im Harz
- Kölnische Straßen Varianten eins bis fünf (Strata Coloniensis)
- Kriegerpad
- Kulmer Steig
- Mauspfad

- Ochsenweg

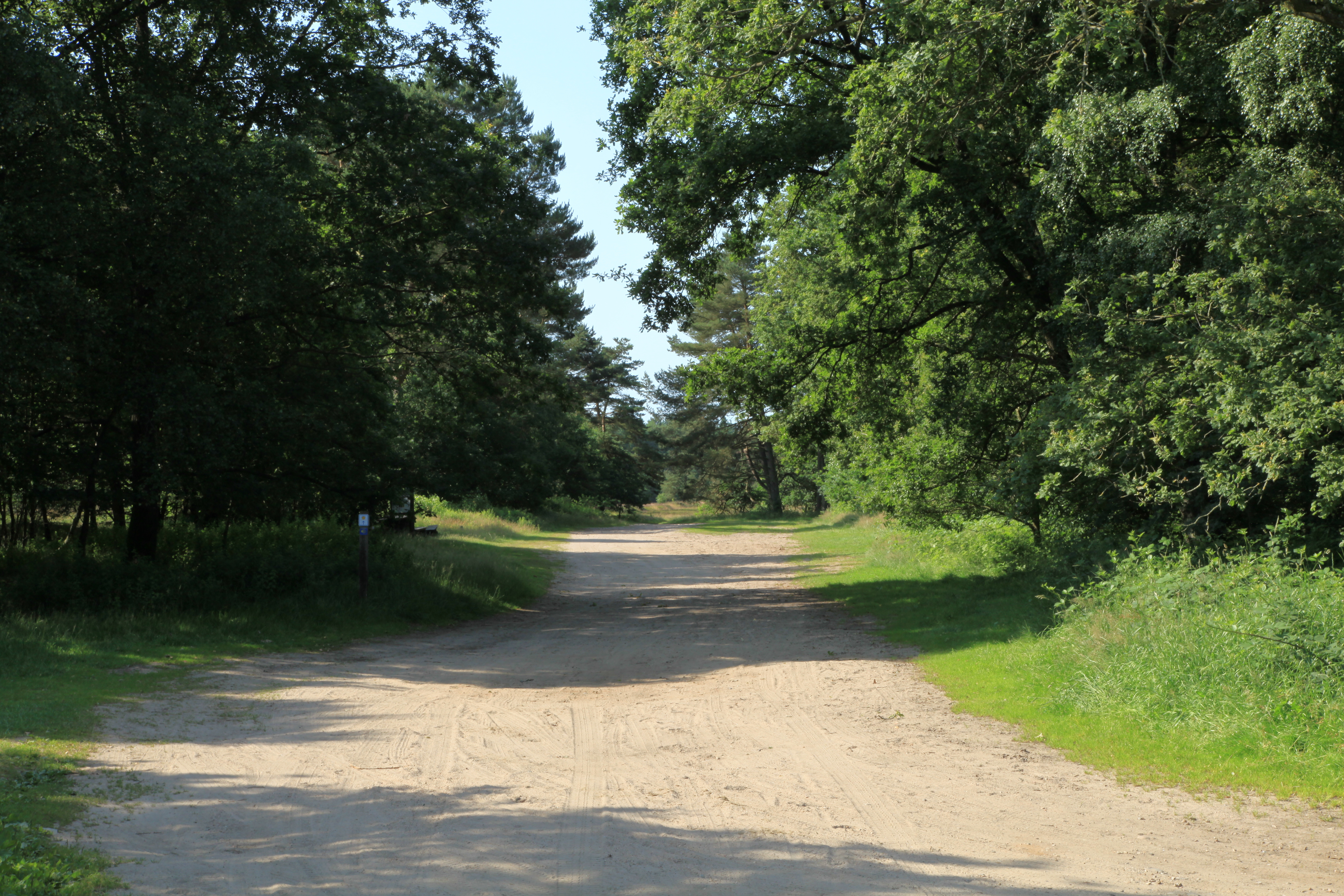
Ochsenweg in Schleswig-Holstein

- Ortesweg: Weg vom Marburger Land nach Bamberg
- Pickerweg
- Postkurs: Innsbruck (Österreich) – Mechelen (Belgien) im Jahr 1490
- Rennsteig in Thüringen
- Rennstraße: Höhenstraße im Taunus
- Reuterweg
- Sälzer Weg in Niederhessen
- Salzmannstraße
- Alte Salzstraße zwischen Lüneburg und Lübeck
- Salzstraßen nach Hallstatt im Salzkammergut, nach Halle an der Saale und nach Reichenhall
- Schwabenweg
- Septimerpass: möglicherweise vorrömisch, dann römisch, gepflastert 1387
- Via Claudia Augusta: eine der wichtigsten Römerstraßen, von Norditalien in den süddeutschen Raum
- Via Francigena
- Via Imperii: Nord-Süd-Fernhandelsstraße von der Ostsee über Leipzig, Nürnberg, Augsburg, Innsbruck und Verona (hier: Abzweig nach Venedig) bis nach Rom
- Viamala: Fuß- und Reiterweg durch die Hinterrheinschlucht, Wagenstraße über eine Bergschulter
- Via Publica von Brüssel nach Prag
- Via Regia: Königsstraße von Frankfurt am Main über Leipzig, Görlitz und Breslau nach Krakau
- Via Rheni: antike Verbindung zwischen Rheinland und Italien
- Via Tolosana: franz. Teil der Pilgerroute auf dem Jakobsweg nach Santiago de Compostela
- Waldstraße  bei Zella-Mehlis: zentrales Hohlwegsystem zur Querung des Thüringer Waldes, z. B. Zeller Leube
- Weinstraße (Mosel) Mehring (Mosel) – Birkenfeld
- Weinstraße (Wagenstraße)
- Weinstraße, Altbezeichnung Via Wintwech, später Via Winwech (Wendenstraße), Diphthongierung (vom Slawischen ins Hochdeutsche) zur Weinstraße; bischöflich geschützter Beiweg zur Via Regia: Mainz – östliches Wendenland (Ostsee); siehe auch Ilmtal-Weinstraße
- Westfalenweg: So hieß im Raum Gießen ein Weg, der von den „langen Hessen“ abzweigte, am Oppidum Dünsberg vorbei auf der Lahn/Dill-Wasserscheide zum Kreuzungspunkt mehrerer Altstraßen (z. B. mit der „Brabanter Straße“ oder „Köln-Leipziger Straße“ und der „Herborner Hohen Straße“) bei der Angelburg führte, von wo aus er weiter nach Norden in Richtung Paderborn zog.
- Westfälischer Hellweg
- Zeithstraße: Bonn – Siegburg – Dortmund

### Griechenland
- Via Egnatia
- Via Pythia
- Hiera Hodos

### Großbritannien
- The Ridgeway

### Römisches Reich
Die Gesamtlänge des römischen Straßennetzes wird zur Zeit Kaiser Trajans auf 80.000 Kilometer geschätzt. Besonders die Heerstraßen waren in der Antike schon befestigte Kunststraßen.

### Naher Osten und Asien
- Persische Königsstraße

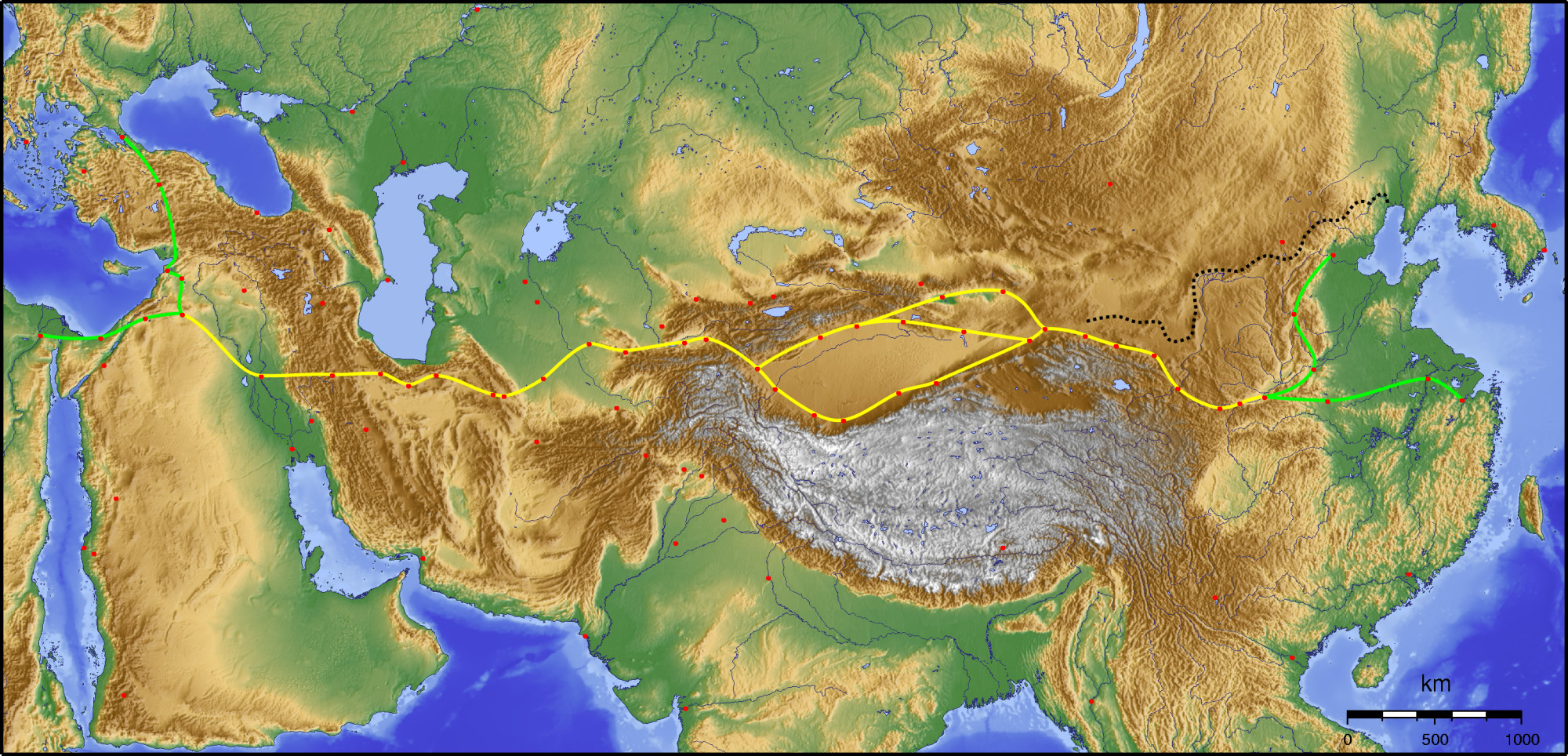
Seidenstraße

- Chinesische Kaiserstraßen ab 220 v. Chr., um 700 n. Chr. etwa 40.000 km, einige gepflastert
  - Gerade Straße, über 800 km, gepflastert
  - Shu-Straßen
- Gokaidō in Japan
- Weihrauchstraße vom Hadramaut über Jemen, Medina und Petra nach Damaskus, Syrien
- Seidenstraße von China über Afghanistan und Persien bzw. Samarkand nach Kleinasien
- Gewürzstraße
- Sibirischer Trakt (Teestraße, China–Russland)
- sechs Teerouten, von Südwestchina ausgehend
  - Tee-Pferde-Straße (China–Indien)
- Chaiber-Pass

### Inkareich
Die Inkastraßen erschlossen eines der für den Straßenbau schwierigsten Gebiete der Erde, die Anden. Die Inka erbauten ein Straßennetz von 40.000 Kilometern Länge mit Brücken, Tunneln und Raststationen. Die Straßen hatten Unterbau und Pflaster. Da die Inka keine Wagen kannten, wurden steile Abschnitte als Treppen ausgeführt und Schluchten mit Seilbrücken überquert.